# Oxano
El tetrahidropirano u oxano es el compuesto orgánico que consta de un anillo saturado de seis miembros, conteniendo cinco átomos de carbono y un átomo de oxígeno.
El sistema del anillo de tetrahidropirano es el núcleo de los azúcares de piranosa.

## Preparación
Un procedimiento clásico para la síntesis orgánica del tetrahidropirano es por hidrogenación con níquel Raney del dihidropirano.

## Reacciones
En síntesis orgánica, el grupo 2-tetrahidropiranilo es usado como un grupo protector para los alcoholes.  La reacción del alcohol con el dihidropirano forma un éter de tetrahidropiranilo, protegiendo al alcohol de una diversidad de reacciones. Posteriormente, el alcohol puede ser fácilmente regenerado por hidrólisis ácida con formación de 5-hidroxipentanal.